# Vršek (Jáchymov)
Vršek (německy Werlsberg) je malá vesnice, část města Jáchymov v okrese Karlovy Vary v Karlovarském kraji. Nachází se asi 4,5 kilometru západně od Jáchymova. Prochází zde silnice II/219. Vršek leží v katastrálním území Jáchymov o výměře 47,74 km².

## Historie
První písemná zmínka o vesnici pochází z roku 1785.
V 50. letech byl na místě bývalé osady Vršek při dolu Barbora vybudován pracovní tábor, jeden z mnoha nechvalně proslavených táborů v okolí Jáchymova. V roce 1991 byly budovy (správní budova, ubikace, lágr) zbourány. Dochoval se jediný dům, který po úpravách a rozšíření slouží jako penzion.

## Obyvatelstvo
Při sčítání lidu v roce 1921 zde žilo 192 obyvatel (z toho 92 mužů), z nichž byli tři Čechoslováci, 187 Němců a dva cizinci. Až na dva evangelíky se ostatní hlásili k římskokatolické církvi. Podle sčítání lidu z roku 1930 měla vesnice 215 obyvatel: pět Čechoslováků a 210 Němců. Kromě dvou evangelíků a pěti lidí bez vyznání byli římskými katolíky.
| Rok            | 1869 | 1880 | 1890 | 1900 | 1910 | 1921 | 1930 | 1950 | 1961 | 1970 | 1980 | 1991 | 2001 | 2011 | 2021 |
| -------------- | ---- | ---- | ---- | ---- | ---- | ---- | ---- | ---- | ---- | ---- | ---- | ---- | ---- | ---- | ---- |
| Počet obyvatel | 223  | 223  | 219  | 225  | 207  | 192  | 215  | 27   | 2    | 0    | 0    | 0    | 4    | 5    | 3    |
| Počet domů     | 28   | 29   | 29   | 29   | 29   | 29   | 33   | 30   | 30   | 0    | 0    | 1    | 4    | 5    | 4    |

## Galerie

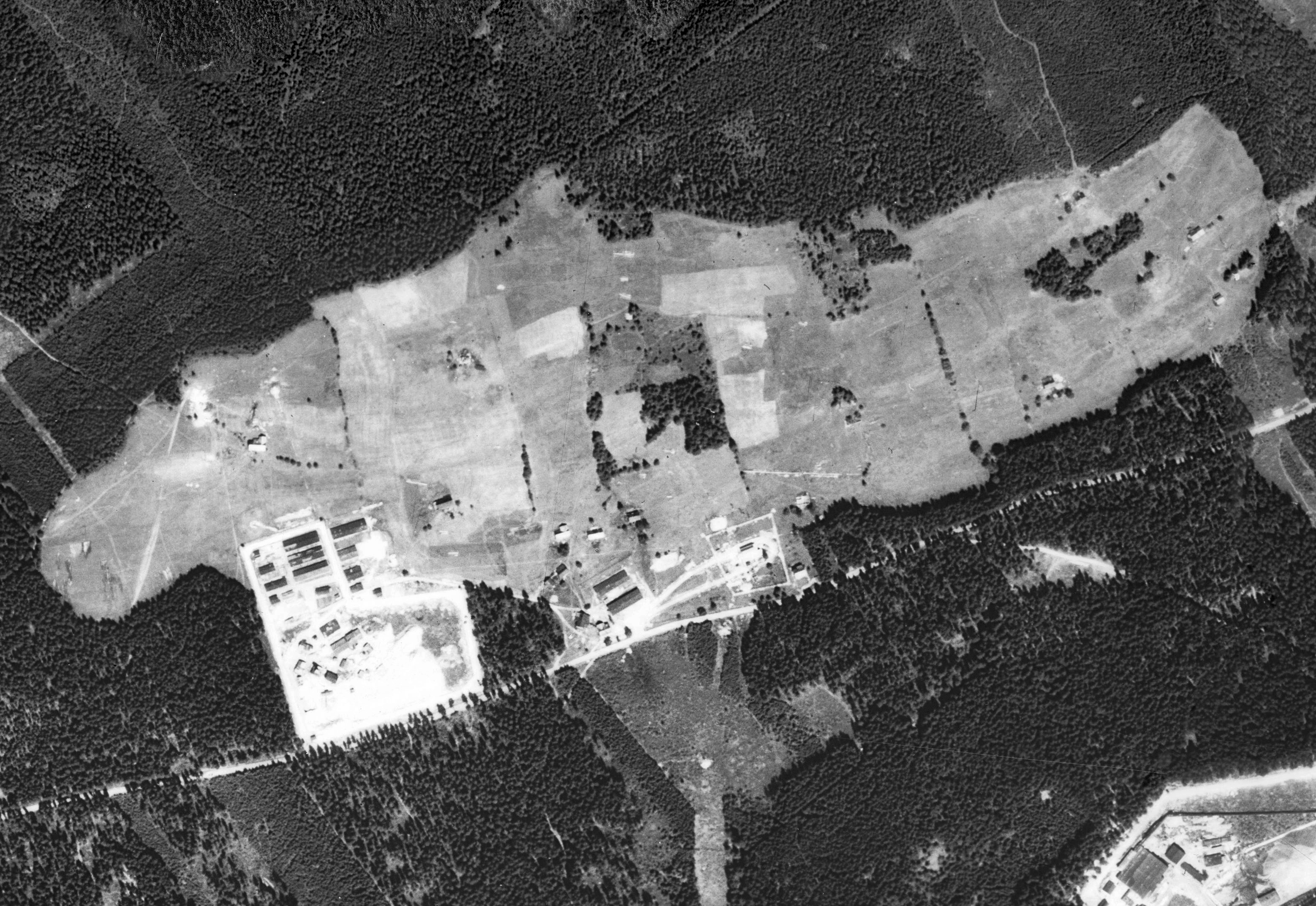
Letecká fotografie z 50. let 20. století
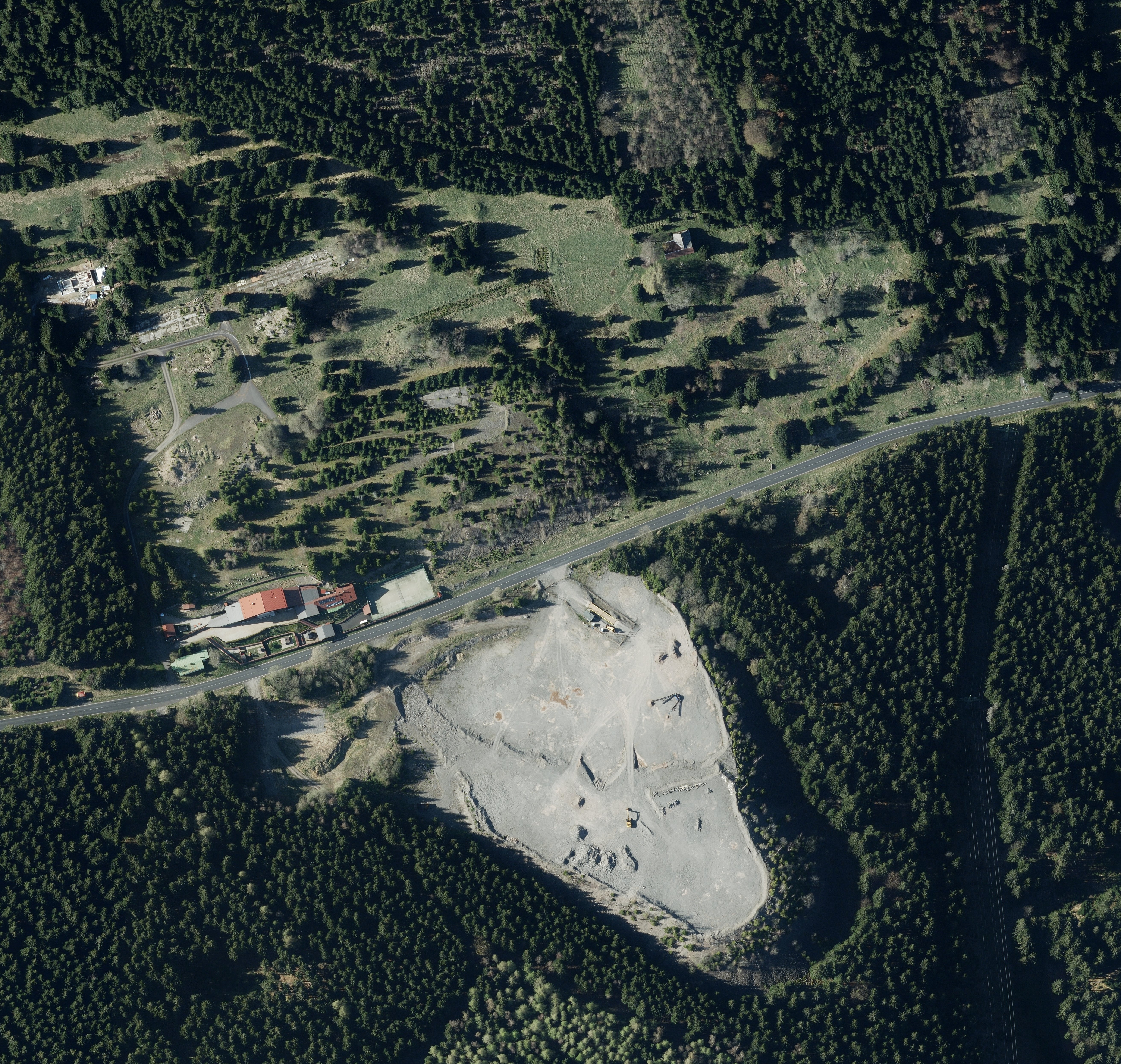
Letecká fotografie z roku 2023
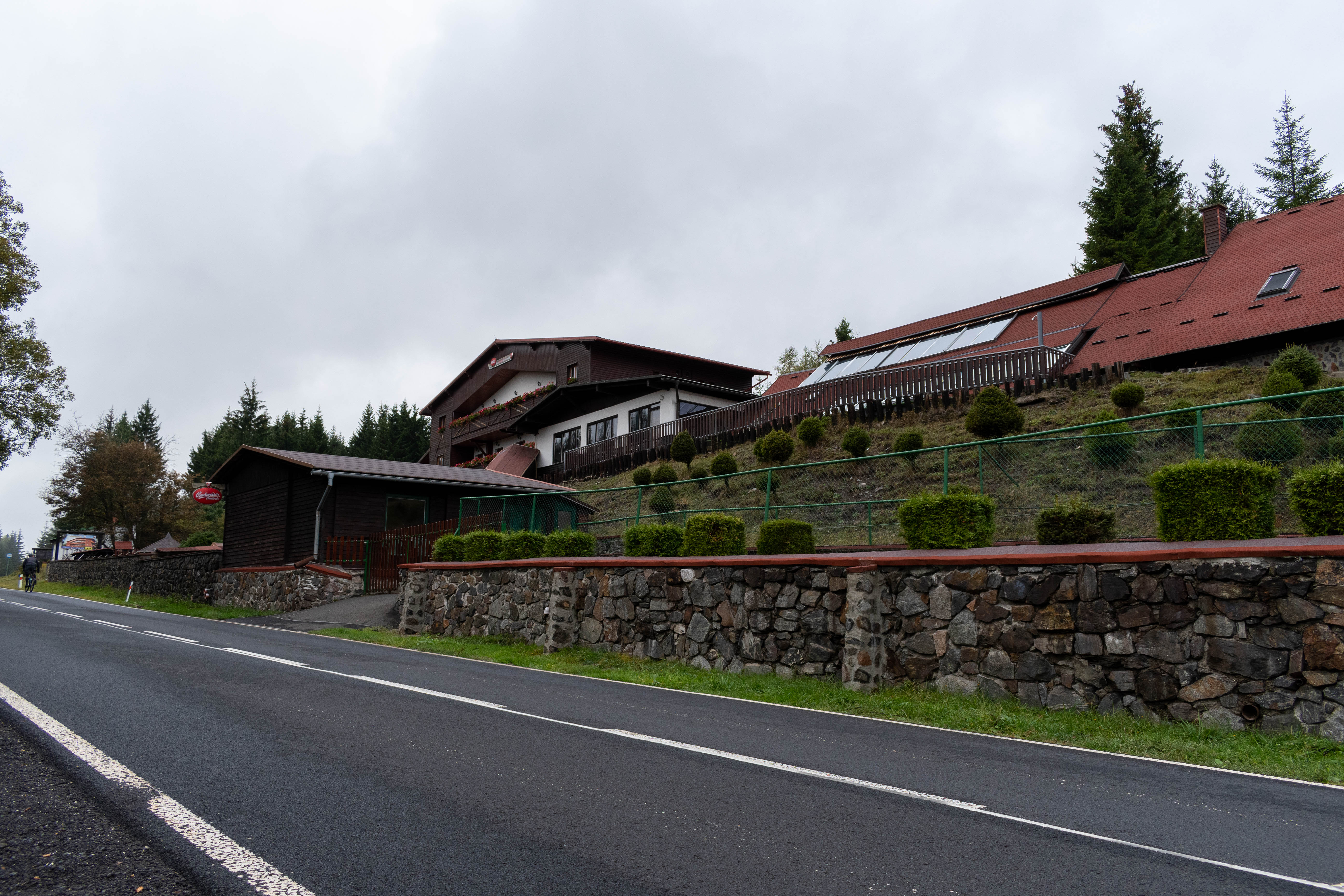
Ubytovací zařízení
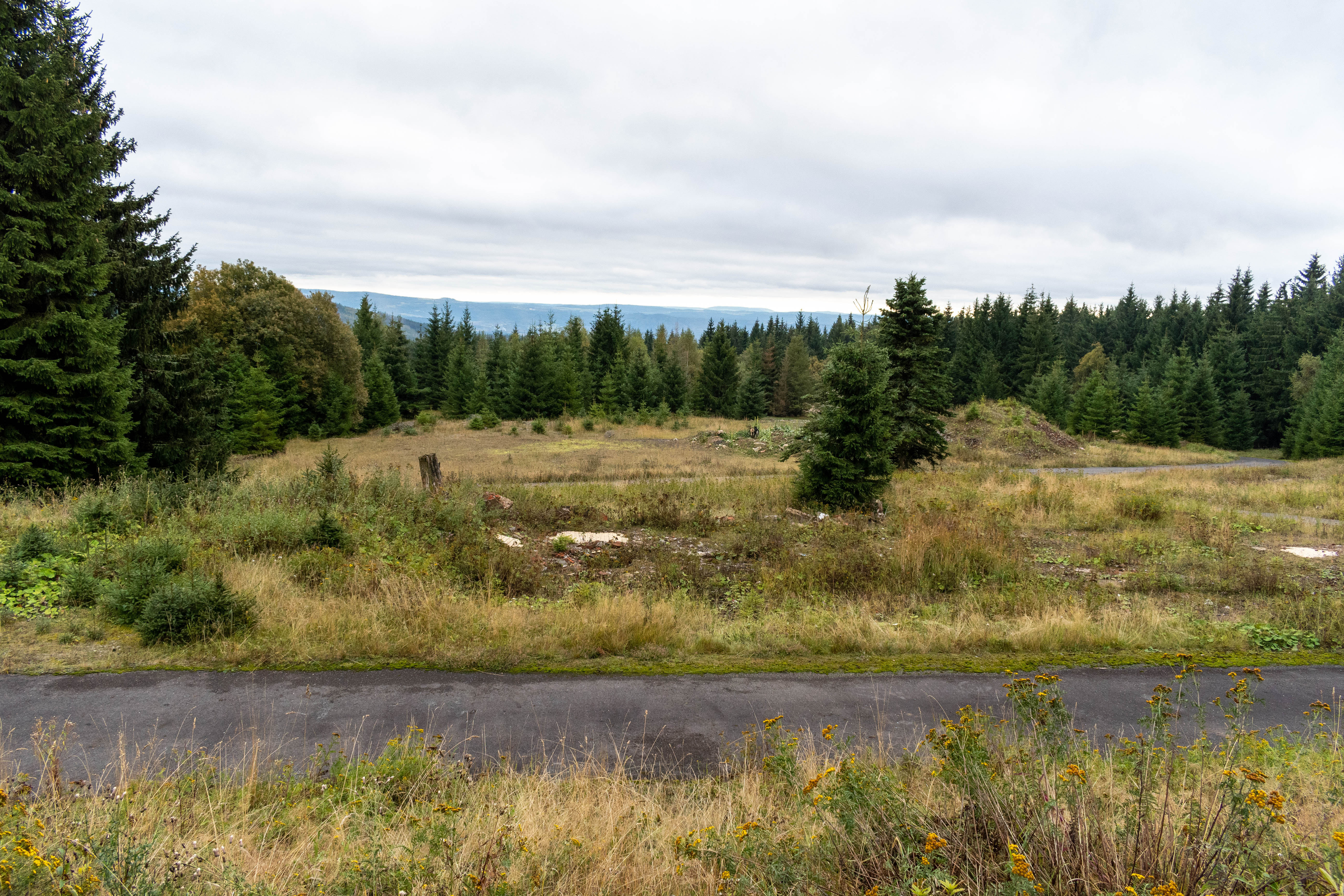
Pozůstatky uranového dolu Barbora a tábora nucených prací
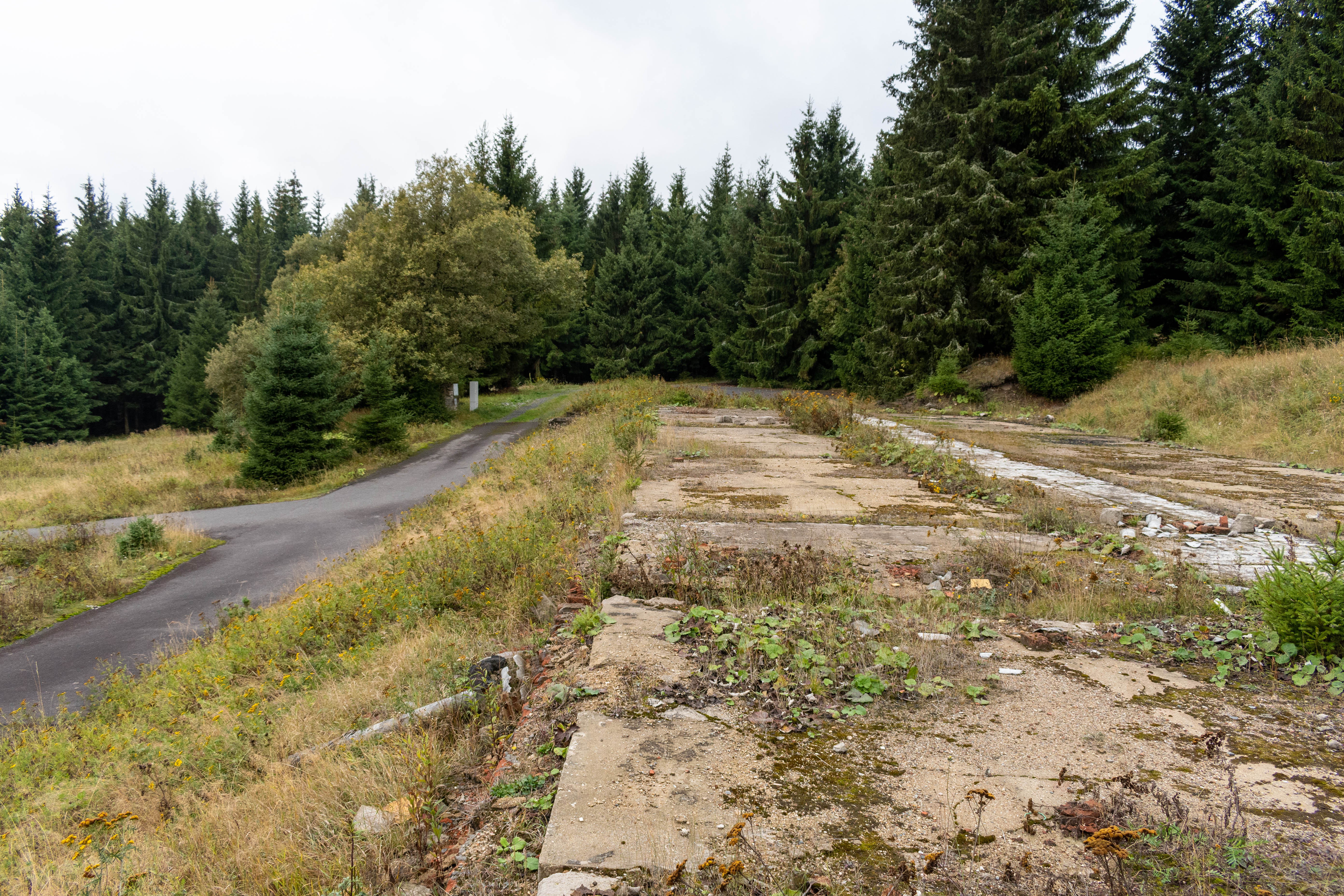
Pozůstatky uranového dolu Barbora a tábora nucených prací